# Moskowskije Wedomosti

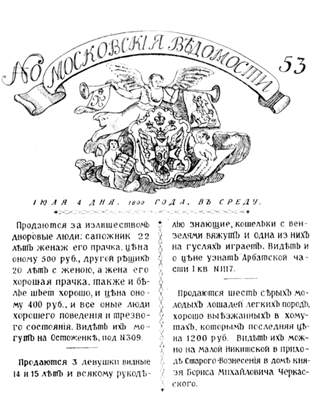
Ausgabe vom 4. Juli 1800

Moskowskije Wedomosti (russisch Московские Ведомости; deutsch „Moskauer Nachrichten“) war eine russische Zeitung, die von 1756 bis 1917 in Moskau erschien.
Die Moskowskije Wedomosti war die erste nichtstaatliche Zeitung im Zarenreich. Gegründet wurde sie 1756 von der Moskauer Lomonossow-Universität. Bis 1842 erschien sie zweimal pro Woche, später dreimal wöchentlich und ab 1859 schließlich täglich. Der Universität unterstand sie bis 1909.
Bis Mitte des 19. Jahrhunderts galt sie als wichtigste Zeitung Russlands. Ursprünglich enthielt sie Berichte über die zaristische Innen- und Außenpolitik sowie auch Artikel über Literatur, Kunst und Wissenschaft.
Ab 1863 wurde die Zeitung von Michail Nikiforowitsch Katkow und Pawel Michailowitsch Leontjew (1822–1874) redigiert und erhielt erst in dieser Zeit jene konservativ-reaktionäre Ausrichtung, für die sie später in fortschrittlicheren Kreisen bekannt war. Sie fungierte seitdem als Organ des Adels und der Geistlichkeit und vertrat die Interessen des Zarenhauses. Später bot sie sogar der paramilitärischen Gruppe der so genannten Schwarzhunderter eine Plattform. Diese terrorisierten die jüdische Bevölkerung und andere Minderheiten. Einer der Mitarbeiter der Zeitung war der russisch-jüdische Komponist und Volksmusiksammler Joel Engel.
Unter Wladimir Andrejewitsch Gringmuth, der 1896 Sergej Alexandrowitsch Petrowski (1846–1917) als Herausgeber und Chefredakteur nachgefolgt war, war die Moskowskije Wedomosti nach der Revolution von 1905 hauptsächlich Sprachrohr der monarchistischen Partei Russlands. Nach der Oktoberrevolution (25. Oktoberjul. / 7. November 1917greg.) stellte sie ihr Erscheinen ein.